# Leptoneta maculosa
Leptoneta maculosa är en spindelart som beskrevs av Song och Xu 1986. Leptoneta maculosa ingår i släktet Leptoneta och familjen Leptonetidae. Inga underarter finns listade i Catalogue of Life.